# Lepidosaphes pistaciae
Lepidosaphes pistaciae är en insektsart som beskrevs av Archangelskaya 1930. Lepidosaphes pistaciae ingår i släktet Lepidosaphes och familjen pansarsköldlöss. Inga underarter finns listade i Catalogue of Life.